# Холланд, Сидней
Сэр Сидней Джордж Холланд (англ. Sidney George Holland; 18 октября 1893, Гриндейл, Кентербери, Новая Зеландия — 5 августа 1961, Веллингтон) — 25-й премьер-министр Новой Зеландии с 3 декабря 1949 по 20 сентября 1957.

## Биография

### Ранние годы
Холланд родился в Гриндейле в регионе Кентербери на Южном острове, кроме него в семье было ещё семеро детей. Его отец был фермером и торговцем, а в 1912 году был избран мэром Крайстчерча.
Холланд в составе новозеландской армии принимал участие в Первой мировой войне и дослужился до младшего лейтенанта артиллерии. Он участвовал в Мессинской битве, заболел, полгода провёл в госпитале и после нескольких операций лишился лёгкого.
Холланд был способным спортсменом и спортивным администратором, он представлял Кентербери на соревнованиях по хоккею местного уровня, а также в соревнованиях между островами. После завершения карьеры игрока он управлял сборной Новой Зеландии по хоккею, которая совершила беспроигрышный тур по Австралии в 1932 году, а также стал выдающимся хоккейным судьёй. Его основным местом работы стала успешная семейная проектная компания в Крайстчерче.

### Член парламента
Холланд был выходцем из семьи известного политика, его отец Генри Холланд в 1912—1919 был мэром Крайстчерча. В 1935 году Сидни Холланд был избран в парламент, заменив своего отца, который оставил этот пост из-за болезни. В 1940 сменил Адама Гамильтона на посту лидера оппозиционной Национальной партии и стал лидером оппозиции, занимая этот пост почти 10 лет, пока националисты не одержали победу на выборах 1949 года.
В парламенте он представлял округа Крайстчерч-Норт (1935—1946), а затем Фендлтон (1946—1957).

### Премьер-министр

#### Внутренняя политика
Первое Националистическое правительство Новой Зеландии во главе с Холландом провело ряд экономических реформ, направленных на уменьшение государственного контроля. В 1950 году правительство также осуществило конституционную реформу, упразднив Законодательный совет (верхнюю палату парламента Новой Зеландии), из-за его неэффективности. С этого времени в Новой Зеландии однопалатный парламент. Для упразднения Законодательного совета Холланд ввёл в него двадцать пять новых членов (так называемый «Отряд самоубийц»), которые и проголосовали за роспуск верхней палаты.
В 1951 году произошёл конфликт между правительством во главе с Холландом и бастующими докерами и шахтёрами, требования которых он называл «промышленной анархией». Он распорядился, чтобы армия разгружала грузы в основных портах, и объявил о проведении досрочных выборов, чтобы заручиться поддержкой своей политики. На выборах Национальная партия упрочила свои позиции.

#### Внешняя политика
В 1951 году правительство подписало оборонительное соглашение АНЗЮС с Австралией и США.
В 1954 году Новая Зеландия совместно с Австралией, Францией, Пакистаном, Филиппинами, Таиландом, Великобританией и США вошла в Организацию договора Юго-Восточной Азии (СЕАТО), основной задачей которой стало противодействие военному влиянию СССР и стран социалистического лагеря в Юго-Восточной Азии.

### Отставка и поздние годы
Несмотря на пошатнувшееся в 1956 году здоровье Холланд был против передачи ведущей роли в партии своему заместителю Кейту Холиоку. Тем не менее после совещания с несколькими высокопоставленными лицами Национальной партии он неохотно согласился на этот шаг и в сентябре 1957 года официально передал пост премьер-министра Холиоку.
В ноябре того же года Холланд ушёл из парламента. После отставки Холланду было присвоено рыцарское звание.
Сидней Холланд скончался 5 августа 1961 года в госпитале Веллингтона.

## Личная жизнь
В 1920 году Сидней Джордж Холланд женился на Флоренс Беатрис Дрэйтон. В браке у пары родились два сына и две дочери. Один из сыновей — Эрик Холланд — впоследствии был депутатом парламента от Национальной партии (1967—1981) и членом правительства (1975—1978).